# Dag & Nacht: Hotel Eburon
Dag & Nacht: Hotel Eburon was een fictieserie op VTM over het dagelijks leven in een viersterrenhotel.
Door teleurstellende kijkcijfers heeft VTM besloten geen tweede seizoen van de serie te maken.

## Verhaal
Nathalie Sanders (Charlotte Vandermeersch) was jarenlang de Paris Hilton van Vlaanderen en schitterde op alle tijdschriftomslagen. Plots verdween ze volledig uit de schijnwerpers, om drie jaar later, afgestudeerd aan een van de beste Zwitserse hotelscholen, als General Manager aan de slag te gaan in een van haar hotels. Niet iedereen is even opgezet met haar komst.

## Rolverdeling
- Charlotte Vandermeersch - Nathalie Sanders
- Kevin Janssens - Mathias Bruylants
- Mathijs Scheepers - Vincent Adriaensen
- Anthony Arandia - Titus Reynebeau
- Ivan Pecnik - Giovanni Baggoni
- Clara Cleymans - Amber Claessens
- Katrien De Ruysscher - Lena Daelman
- Brit Alen - Sylvia Kolff
- Sachli Gholamalizad - Maryam Jebara
- Fien Van Snick - Eef De Kijzer

## Afleveringen

### Aflevering 1
Kijkers: 515.000 kijkers

#### Gastrollen
- Vic De Wachter - Ludo Van Dijck
- Karel Deruwe - Walter De Pryck
- Stan Van Samang - Guillaume
- Rilke Eyckermans - Ellen
- Gunther Lesage - Inspecteur Devriendt
- Natali Broods - Cathy Duts
- Karin Tanghe - Marleen De Pryck
- Door Van Boeckel - Meneer Bert

### Aflevering 2
Kijkers: 429.582 kijkers

#### Gastrollen
- Chris Lomme - Germaine Delcour
- Steven Boen - Nick
- Steve De Schepper - Bruno Gembers
- Bob Selderslaghs - Jorgen
- Maarten Bosmans - Rene
- Sven Vannieuwenhuyse - Demonstratieleider

### Aflevering 3
Kijkers: 403.000

#### Gastacteurs
- Vic De Wachter - Ludo Van Dijck
- Victor Peeters - King Freddy
- Nele Bauwens - Alicia)
- Patrick Vandersande - Jack
- Jeroen Lenaerts - Dave Coppens

### Aflevering 4
Kijkers:

#### Gastrollen
- Leslie De Gruyter - Steven Sanders
- Hans Ligtvoet - Gerrit Veenstra
- Ron Cornet - Louis Daelman
- Chris Thys - Damienne Daelman
- Leen Dendievel - Lien
- To Kwai Tong - Mijnheer Sato

### Aflevering 5
Kijkers:

#### Gastrollen
- Peter Van De Velde - Ben Severs
- Jo Hens - Karim
- Stijn Vervoort - Kenji
- Bram Van Outryve - Kasper
- Lorenza Goos - Sophia
- Ben Segers - Carlo Demets

### Aflevering 6
Kijkers:

#### Gastrollen
- Ben Van Ostade - Ludwig Callaerts
- Luc Nuyens - Olivier Dumoulin
- Pieter Van Nieuwenhuyse - Mike
- Karen Van Parijs - Anita Callaerts
- Wim Van de Velde - Ken Deceuninck
- Heidi De Grauwe - Bianca
- Serge-Henri Valcke - Dr. Dirk
- Stefan Declerck - Roger

### Aflevering 7
Kijkers:

#### Gastrollen
- Ann Van den Broeck - Tina
- David Cantens - Ruud
- Thomas Van Goethem - Pokerkid
- Jan Hammenecker - High Roller

### Aflevering 8
Kijkers:

#### Gastrollen
- Wanda Joosten - Rosa Descamps
- Lynn Van Royen - Sari Descamps
- Han Coucke - Karl Boon
- An Vanderstighelen - Sabrina Boon
- Zino Moens - Kenny Boon
- Lori D’Hose - Kelly Boon

### Aflevering 9
Kijkers:

#### Gastrollen
- Frank Mercelis - Johan Dewinne
- Kristof Verhassel - Jimmy
- Matteo Simoni - Andrea
- Anneke De Keersmaeker - Iris
- Rudi Delhem - Mr. Tack
- Karolien De Beck - Birgitte

### Aflevering 10
Kijkers:

#### Gastrollen
- Warre Borgmans - Karel Elewijt
- Griet De Sutter - Christine Hanssens
- Michel Bauwens - Herman
- Patrick Vervueren - Peter Van de Wijngaerd
- Evelien Van Hamme - Mathilde
- Rudy Morren - Stany Meuris
- Nele Goossens - Rosa Meuris

### Aflevering 11
Kijkers:

#### Gastrollen
- Steve Geerts - Gordon Sanders
- Thomas Cammaert - Jurgen Lados
- Peter Bastiaensen - Hugo Samyn
- Griet Dobbelaere - Sandra Dumon
- Kelly Puttemans - Politieagent
- Stef Van Gompel - Frank
- Lindsay Bervoets - Call Girl 1
- Ben Van den Heuvel - Max

### Aflevering 12
Kijkers:

#### Gastrollen
- Gerd de Ley - Wilfried Saey
- Knarf Van Pellecom - Joris Braeckman
- Misée Wyns - Gerda Braeckman
- Zouzou Ben Chikha - Driss
- Eric Godon - Antoine Chabert
- Max La Menace - Journalist
- Mia Boels - Dame van Stand